# قهوه‌ساز کمکس

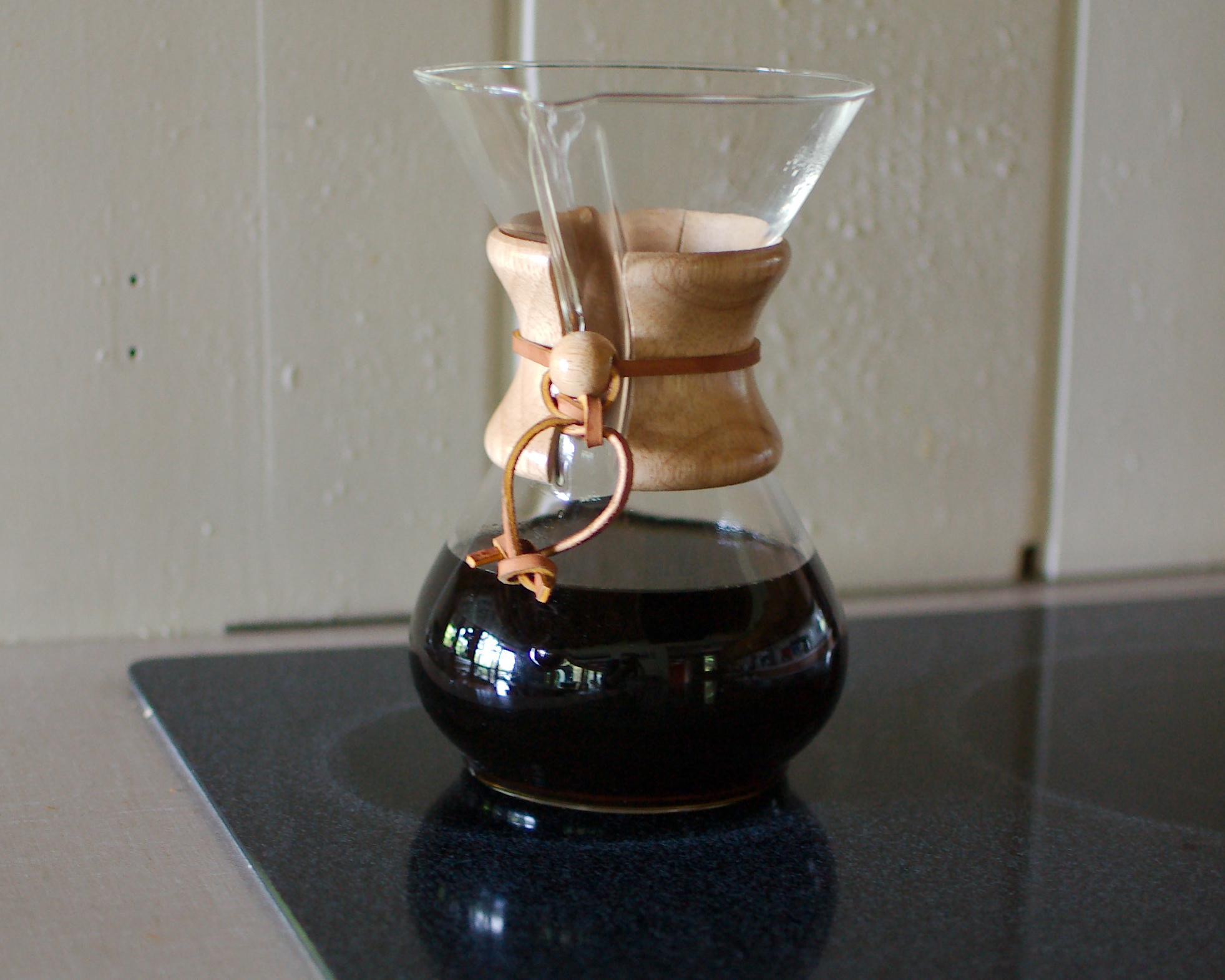
یک قهوه‌ساز کمکس که قهوه دم آوری شده در آن است

قهوه‌ساز کمکس (به انگلیسی: Chemex Coffeemaker) یک قهوه‌ساز دستی است که به روش ریختن آب بر روی پودر قهوه عمل می‌کند. این روش را پیتر شلمبوم در سال ۱۹۴۱ اختراع کرد که توسط شرکت کمکس در شیکوپی، ماساچوست به صورت صنعتی توسعه یافت.
در سال ۱۹۵۸ طراحان مؤسسه فناوری ایلینوی این قهوه‌ساز را به عنوان یکی از بهترین اختراع دنیای مدرن معرفی کردند و یک نمونه از این قهوه‌ساز در موزه هنر مدرن جای دارد.

## طراحی
قهوه‌ساز کمکس شامل یک قیف شیشه‌ای و فیلتر ساخته شده از الیاف کاغذ با ضخامت بیشتر از کاغذ معمولی است که بیشتر روغن قهوه را می‌گیرد در نتیجه طعم قهوه با قهوه‌های دیگر تفاوت دارد. همچنین فیلترهای ضخیم‌تر کمکس می‌توانند کفستول موجود در روغن قهوه را بگیرند.

## ساخت قهوه
اولین قدم در ساخت قهوه کمکس قرار دادن کاغذ فیلتر در قیف شیشه‌ای است و بعد از آن ریختن آب جوش در جهت‌های مختلف برای شکوفایی و دم‌کردن دانه‌های قهوه خشک است.